# Smash Records
Smash Records war eine US-amerikanische Schallplattenfirma, die von 1961 bis 1970 auf dem Gebiet der Unterhaltungsmusik tätig war. 

## Geschichte
Die Chicagoer Schallplattenfirma Mercury Records gründete Smash Records im März 1961 als Tochterunternehmen. Als Geschäftsführer wurde Shelby Singleton eingesetzt. Es war vorgesehen, dass Smash den Sektor Teenie-Pop, Country, Gospel und Auslandsimporte übernehmen sollte. Smash agierte als eigenständige Plattenfirma, den Vertrieb übernahm das Mutterunternehmen Mercury. Außerdem schloss Mercury mit mehreren kleinen Plattenlabels Herstellungsverträge ab, deren Singles in den Smash-Katalog aufgenommen wurde. So war die erste Katalog-Nummer 1700 eine Single des Labels Nero. Die Auslandsimporte wurden unter dem Label Fontana in den Smash-Katalog eingereiht. 
Die erste Single mit dem Smash-Logo kam mit den Paramours, den späteren Righteous Brothers im März 1961 heraus. Im Mai desselben Jahres hatte Smash seinen ersten Titel in den Hot 100 des US-Musikmagazins Billbord. Joe Barry erreichte mit dem Song I'm a Fool to Care Platz 24. Im August 1961 konnte mit Wooden Heart, gesungen von Joe Dowell, der erste Nummer-eins-Hit verzeichnet werden. Mit Hey! Baby von Bruce Channel und My Boyfriend's Back mit den Angels kamen später weitere Nummer-eins-Titel hinzu. Insgesamt erreichten etwa 40 Singles einen Platz unter den Top 50. Zwischen 1961 und 1970 veröffentlichte Smash über 560 Singles und mehr als 130 Vinyl-Langspielplatten. Die meisten Singles wurden mit Roger Miller produziert (23), gefolgt von Jerry Lee Lewis (20). 
1970 wurde die Produktion von Schallplatten unter dem Label Smash eingestellt. 1980 ließ der Medienkonzern PolyGram Smash für kurze Zeit noch einmal aufleben, und veröffentlichte unter dem Label Schallplatten mit Countrymusik. 

## Interpreten mit den meisten Singles
- Roger Miller (23)
- Jerry Lee Lewis (20)
- James Brown (12)
- The Left Banke (10)
- Bobby Byrd (8)
- Bruce Channel (8)
- Joe Dowell (8)
- Jay & The Techniques (8)
- The Walker Brothers (8)
- Dickey Lee (7)
- Pete Drake (6)
- Sir Douglas Quintet (6)
- The Swingin’ Medallions (6)
- The Angels (6)
- Norro Wilson (6)
- Joe Barry (5)
- Bill Justis (5)
- Anna King (5)
- Charlie Rich (5)
- The San Francisco Earthquake (5)

## Billboard Top 50
| veröffentl. | Titel                              | Interpreten             | Platz |
| ----------- | ---------------------------------- | ----------------------- | ----- |
| 05/1961     | I'm a Fool to Care                 | Joe Barry               | 24.   |
| 06/1961     | Wooden Heart                       | Joe Dowell              | 01.   |
| 10/1961     | The Bridge of Love                 | Joe Dowell              | 50.   |
| 01/1962     | Hey! Baby                          | Bruce Channel           | 01.   |
| 06/1962     | Little Red Rented Rowboat          | Joe Dowell              | 23.   |
| 08/1962     | Patches                            | Dickey Lee              | 06.   |
| 12/1962     | I Saw Linda Yesterday              | Dickey Lee              | 14.   |
| 08/1963     | My Boyfriend's Back                | The Angels              | 01.   |
| 08/1963     | You Don't Have to Be a Baby to Cry | The Caravelles          | 03.   |
| 10/1963     | I Adore Him                        | The Angels              | 25.   |
| 03/1964     | Forever                            | Pete Drake              | 25.   |
| 03/1964     | My Boy Lollipop                    | Millie                  | 02.   |
| 06/1964     | Dang Me                            | Roger Miller            | 07.   |
| 06/1964     | Sweet William                      | Millie                  | 40.   |
| 08/1964     | Out of Sight                       | James Brown             | 24.   |
| 09/1964     | Chug-a-Lug                         | Roger Miller            | 09.   |
| 11/1964     | Do-Wacka-Do                        | Roger Miller            | 31.   |
| 01/1965     | King of the Road                   | Roger Miller            | 04.   |
| 05/1965     | Engine, Engine #9                  | Roger Miller            | 07.   |
| 07/1965     | One Dyin' and A-Buryin'            | Roger Miller            | 34.   |
| 08/1965     | Make It Easy on Yourself           | The Walker Brothers     | 16.   |
| 08/1965     | Mohair Sam                         | Charlie Rich            | 21.   |
| 09/1965     | Kansas City Star                   | Roger Miller            | 31.   |
| 11/1965     | England Swings                     | Roger Miller            | 08.   |
| 01/1966     | Hurt Yourself                      | Frankie Valli           | 39.   |
| 02/1966     | Husbands and Wives                 | Roger Miller            | 26.   |
| 03/1966     | The Sun Ain't Gonna Shine Anymore  | The Walker Brothers     | 13.   |
| 03/1966     | Double Shot                        | Swingin' Medallions     | 17.   |
| 06/1966     | You Can't Roller Skate             | Roger Miller            | 40.   |
| 09/1966     | Walk Away Renee                    | The Left Banke          | 05.   |
| 01/1967     | Pretty Ballerina                   | The Left Banke          | 15.   |
| 03/1967     | Walkin' in the Sunshine            | Roger Miller            | 37.   |
| 07/1967     | Apples, Peaches, Pumpkin Pie       | Jay & the Techniques    | 06.   |
| 10/1967     | Keep the Ball Rollin'              | Jay & the Techniques    | 14.   |
| 01/1968     | Strawberry Shortcake               | Jay & the Techniques    | 39.   |
| 03/1968     | Little Green Apples                | Roger Miller            | 39.   |
| 01/1969     | Mendocino                          | The Sir Douglas Quintet | 27.   |

## Langspielplatten
(nur Top 100)
| ! Kat-.Nr.    | Titel                            | Interpreten                 | veröffentl. | Rang |
| ------------- | -------------------------------- | --------------------------- | ----------- | ---- |
| 27020         | The Tale of Patches              | Dickey Lee                  | 10/1962     | 50.  |
| 27021         | Instrumental Hits                | Bill Justis                 | 10/1962     | 94.  |
| 27030         | More Big Instrumental Hits       | Bill Justis                 | 1/1963      | 89.  |
| 27039         | My Boyfriend's Back              | Angels                      | 8/1963      | 33.  |
| 27049         | Roger and Out                    | Roger Miller                | 5/1964      | 37.  |
| 27053         | Forever                          | Pete Drake                  | 4/1964      | 85.  |
| 27054         | Showtime                         | James Brown & His Orchestra | 3/1964      | 61.  |
| 27056         | The Greatest Live Show On Earth  | Jerry Lee Lewis             | 11/1964     | 71.  |
| 27061         | The Return of Roger Miller       | Roger Miller                | 1/1965      | 04.  |
| 27068         | The 3rd Time Around              | Roger Miller                | 6/1965      | 13.  |
| 27072         | Today and Yesterday              | James Brown                 | 10/1965     | 42.  |
| 27073         | Golden Hits                      | Roger Miller                | 10/1965     | 06.  |
| 27083         | Double Shot                      | The Swingin' Medallions     | 6/1966      | 88.  |
| 27088         | Walk Away Renee Pretty Ballerina | The Left Banke              | 2/1967      | 67.  |
| 67115         | Mendocino                        | Sir Douglas Quintet         | 4/1969      | 81.  |
| 422 830 002-1 | Class of '55                     | Carl Perkins and Others     | 6/1986      | 87.  |